# 24352 Kapilrama
24352 Kapilrama è un asteroide della fascia principale. Scoperto nel 2000, presenta un'orbita caratterizzata da un semiasse maggiore pari a 2,3176675 UA e da un'eccentricità di 0,0820534, inclinata di 6,67100° rispetto all'eclittica.
È stato intitolato a Kapil Vishveshwar Ramachandran (1991), studente premiato nel 2008 al concorso internazionale Intel per la scienza e l'ingegneria.